# Аль-Мунзир III
Аль-Мунзир III ибн Имру-ль-Кайс (араб. المنذر بن إمرئ القيس‎) или аль-Мунзир III Ибн Ма ас-Сама («Сын Небесной воды»)  или Аль Мунзир ибн Нуман ибн аш-Шакика (араб. المنذر بن النعمان‎) или Аль Мунзир бар Закика (ум. в июне 554 года) — царь (малик) государства Лахмидов в 512/513—554 годах, участник ирано-византийских войн 526—532 и 541—562 годов. Наместник шаханшаха Хосрова I Ануширвана в землях центральной Аравии.

## Происхождение и приход к власти
Есть несколько теорий согласно его происхождения. Согласно одной из них Аль-Мунзир III был сыном лахмидского царя Имру-ль-Кайса III и Мауии (Марии), прозванной за свою красоту Ма ас-Сама («Небесная (то есть дождевая) вода»), поскольку дождь у арабов считается благодатью. От прозвища Мауии происходит и прозвище самого аль-Мунзира — Ибн Ма ас-Сама («Сын Небесной воды»). Мать аль-Мунзира происходила из племени Бану-н-Намир (намириты) и, согласно аль-Исфахани, в своё время была захвачена Имру-ль-Кайсом III во время одного из набегов на аднанитские племена Бану Рабиа.
Согласно другой теории, которой придерживается Кальби- отцом Мунзира был Аль-Нуман II. Прокопий называет Мунзира сыном Сакике, что напоминает «Мунзира бар Закику» из Книги Химьяритов. Имя Барзакика, что интересно, встречалось среди имен Хатры, на территории южной части которой — между Наджафом и Анбаром- располагались иракские Танухиды, а затем и Лахмиды.
Отец аль-Мунзира правил семь лет после «блюстителя престола» Абу Яфура аз-Зумайли, который управлял лахмидским государством три года. Если учесть, что Абу Яфур аз-Зумайли был назначен правителем после смерти царя ан-Нумана II в августе 503 года, то отец аль-Мунзира III, Имру-ль-Кайс III, должен был прийти к власти между летом 505 и летом 506 года (в зависимости от того, как авторы хроник рассчитывали количество лет правления: учитывали они только полные годы или неполные тоже). Соответственно, окончание семилетнего срока правления Имру-ль-Кайса III и вступление на престол его наследника аль-Мунзира III приходится на 512 или 513 год.
Аль-Мунзир унаследовал власть в непростое для династии Лахмидов время. Согласно Ибн Хабибу и некоторым другим мусульманским авторам, усилившийся на юге правитель киндитов аль-Харис ибн Амр вторгся в Ирак и отвоевал у Лахмидов часть их владений. После смерти Имру-ль-Кайса III шаханшах Ирана, в вассальной зависимости от которого традиционно находились Лахмиды, предложил аль-Мунзиру III и аль-Харису ибн Амру принять зороастризм маздакитского толка. После того как аль-Мунзир отказался принять новую веру шаханшах Кавад I изгнал его и передал владения Лахмидов аль-Харису, согласившемуся принять маздакизм. Действия Кавада I можно, вероятно, объяснить желанием посредством распространения зороастризма на киндитов привлечь их на свою сторону, оторвав от иудейского царя Химьяра, которому они подчинялись в то время. Кавад I рассчитывал сделать аль-Хариса своим союзником или вассалом и тем самым расширить своё влияние на подчинённые аль-Харису арабские племена. При этом шаханшах позволил киндитам переселиться за Евфрат в область, примыкающую к самому Ктесифону, что свидетельствует о союзнических отношениях между Кавадом и аль-Харисом.
Из источников, однако, явно не следует, что Хира перешла под власть аль-Хариса. Судя по всему, после смерти Имру-ль-Кайса III киндиты одержали победу в войне с Лахмидами. Положение аль-Мунзира III осложнялось к тому же тем, что он, видимо, пользовался поддержкой лишь части хирской знати, так как противники Имру-ль-Кайса III в Хире, скорее всего, продолжили свою борьбу и с его молодым наследником. В результате этого, согласно источникам, аль-Мунзир оставил Хиру и бежал в Хит или Тикрит. Далее при посредничестве некоего Суфьяна ибн Муджаши из племени Дарим (племенной союз Бану Тамим) между аль-Мунзиром III и аль-Харисом было достигнуто некоторое примирение, в результате чего аль-Мунзир женился на дочери аль-Хариса по имени Хинд и вернулся в Хиру. Ибн Хальдун сообщает, что шаханшах восстановил аль-Мунзира на лахмидском престоле и аль-Мунзир заключил с аль-Харисом соглашение, по которому они поделили между собой власть над арабами, при этом аль-Харис оставил за собой земли за Евфратом. Очевидно, данное примирение произошло при прямом участии шаханшаха Кавада, который нуждался в двух подчинённых Сасанидам арабских царях, один из которых правил бы на Евфрате, другой — в Аравии. Кавад примирил и связал брачными узами аль-Мунзира и аль-Хариса, поделив между ними власть над арабами. Естественной границей между владениями Лахмидов и Киндидов стал Евфрат.

## Правление

### Набеги на Византию
Согласно сирийской хронике неизвестного автора, аль-Мунзир III совершил свой первый военный поход в 830 году эры Селевкидов (сентябрь 518 — август 519 годов нашей эры). Из сообщения не ясно, куда именно направился аль-Мунзир, судя по тематике самой хроники, это были земли, подконтрольные Византии. Согласно Илии Нисибисскому, в 831 году эры Селевкидов (сентябрь 519 — август 520) «царь сарацин» аль-Мунзир напал на земли ромеев и увёл пленных со своей границы. В середине 20-х годов во время очередного набега на пограничные византийские территории аль-Мунзиру удалось захватить в плен византийских полководцев Тимострата (дуку Каллиника) и Иоанна. После этого к аль-Мунзиру прибыло византийское посольство во главе с Авраамом, сыном Нонноса, которому удалось договориться об освобождении пленных полководцев в обмен на большой выкуп.
Источники свидетельствуют о том, что это было не первое посольство Византии к аль-Мунзиру III: до нас дошло ещё три известия о византийских посольствах к царю Лахмидов в 20-х годах VI века, в которых не упоминаются пленные полководцы. «Сииртские хроники» сообщают о посольстве, которое император Юстин I направил к аль-Мунзиру с целью побудить его к преследованию монофизитов, бежавших из Византии. Согласно Симеону Бет-Аршамскому, в первых месяцах 524 года у аль-Мунзира, который отсутствовал в Хире, находилось византийское посольство, в составе которого был и сам Симеон Бет-Аршамский. Помимо прочего, Симеон сообщает, что в тот же период к аль-Мунзиру прибыл посол химьяритского царя Иосифа Асара Ясара, который привёз сообщение о взятии химьяритами Наджрана. Наконец, согласно Агапию Манбиджскому, Юстин I на восьмом году своего правления (июль 525 — июль 526) посылал к аль-Мунзиру делегацию с целью заключения мира и прекращения лахмидских набегов.

### Войны в Аравии
В конце правления шаханшаха Кавада I и особенно в начале правления Хосрова I Ануширвана (531—579) отношение Сасанидской державы к аль-Харису существенно ухудшилось. Это было вызвано, в частности, сложившимися дружественными взаимоотношениями между киндитами и Гассанидами, а также отходом Кавада I от учения Маздака и массовыми преследованиями маздакидов, начавшимися с приходом к власти Хосрова I. Согласно Хамзе аль-Исфахани, шаханшах Хосров I, узнав, что аль-Харис укрывает у себя маздакидов, послал против него войско во главе с аль-Мунзиром III. Согласно Абу Убайде, узнав о том, что его разыскивает шаханшах, аль-Харис бежал из своей ставки в аль-Анбаре вместе с родственниками и сподвижниками, однако таглибитской коннице аль-Мунзира удалось захватить 48 родственников аль-Хариса. Пленников доставили к аль-Мунзиру и обезглавили по его приказу (согласно Ибн Кутайбе, было казнено только 12 членов правящего рода киндитов).
Согласно Якуту аль-Хамави, описанным событиям предшествовало нападение Кайса ибн Саламы, внука аль-Хариса, на аль-Мунзира, который с двумя сыновьями успел укрыться в замке аль-Хаварнак. Через какое то время аль-Мунзир собрал войско, разгромил киндитов и захватил 12 их царевичей. Через некоторое время аль-Мунзир приказал перебить пленников на месте. Данному эпизоду посвящено одно из стихотворений участника событий, другого внука аль-Хариса, поэта Имру-ль-Кайса, которому удалось спастись бегством и не попасть в плен к Лахмидам. В этом стихотворении он оплакивает казнённых аль-Мунзиром родственников.
После разгрома государства киндитов единственным, кто ещё мог и стремился продолжать борьбу с аль-Мунзиром на северо-востоке Аравии, был Салама, сын аль-Хариса. Салама нашёл убежище у бакритского племени Бану Шайбан и вскоре бакритские племена признали его своим царём. Узнав, что Салама ибн аль-Харис укрепился у бакритов и готовится продолжить войну, аль-Мунзир направил бакритам посольство с требованием подчиниться власти лахмидского царя. Получив отказ, аль-Мунзир направил против бакритов войско. По разным данным, во главе войска стоял сам аль-Мунзир III (по Абу Убайде) или его старший сын Амр (по аш-Шимшати), поставленный наместником над таглибитами. Последовавшая за тем битва у горы Увара длилась несколько дней и закончилась победой Лахмидов. Салама был взят в плен и убит таглибитами, а его пленных воинов предводитель лахмидского войска приказал казнить на вершине горы.
Одержав победу над Саламой, аль-Мунзир объединил под своей властью племена бакритов и таглибитов, для надёжности взяв в заложники юношей из бакритских и таглибитских знатных родов, что в то время было обычной практикой Лахмидов в отношении подчинённых им племён. Стремясь предотвратить межплеменные распри между бакритами и таглибитами, возникавшие, как правило, по мотивам кровной мести, аль-Мунзир постановил, что если на кочевой стоянке или вблизи неё будет обнаружен мертвец, то выкуп за убитого (виру) обязано уплатить то племя или род, которому принадлежит стоянка.
Согласно ат-Табари, шаханшах Хосров I назначил аль-Мунзира III своим наместником над всеми землями центральной Аравии, что предполагало масштабную экспансию на юго-запад, прежде всего, в область Ямамы, что неминуемо привело к столкновению с претендовавшими на эту область царями Химьяра. Однако конфликты с Химьяром случались у аль-Мунзира и раньше. Согласно найденной у вади Масаль надписи Ry 510 химьяритского царя Мадикариба Яфура, датированной июнем 521 года, аль-Мунзир начал войну против химьяритов, Мадикариб выступил во главе войск на север и подчинил себе не признававших его власть арабов. О дальнейших событиях сведений не сохранилось. В следующий раз источники сообщают о взаимоотношениях аль-Мунзира с царём Химьяра в связи с посольством царя Иосифа Асар Ясара начала 524 года, о котором сообщалось выше. Интересно, что в «Деяниях св. Арефы и Румы», повествующих о преследовании христиан Иосифом Асар Ясаром, аль-Мунзир именуется «царьком всех подвластных персам сарацин».

### Участие в ирано-византийских войнах
Аль-Мунзир III принял активное участие в начатой шаханшахом Кавадом I Ирано-византийской войне 526—532 годов. Согласно византийским источникам, аль-Мунзир по приказу Кавада поднялся вверх по Евфрату и вторгся в византийские рубежи в районе течения рек Хабур и аль-Балих, дойдя до Каллиника. Вероятно, этот поход имел место в 527 году. В начале весны 529 года аль-Мунзир вновь выступил в поход вверх по Евфрату в направлении провинции Первая Сирия, в марте подошёл к Антиохии, но не стал осаждать её, а повернул на юг. Согласно Феофану Исповеднику, войска аль-Мунзира разорили районы Халкиды и Сермиона. Согласно другим данным, аль-Мунзир продвинулся ещё южнее, вплоть до Апамеи и Эмессы. Узнав, что против него выступили византийские войска, аль-Мунзир вернулся в свои владения с добычей и пленными. Какая-то часть пленных была казнена, остальные были выкуплены антиохийцами.
Успешные рейды аль-Мунзира в Сирию принесли ему особое расположение шаханшаха Кавада, который в 531 году принял его план совместного похода вверх по Евфрату для внезапного захвата Антиохии. О дальнейших событиях нам известно благодаря Прокопию Кесарийскому, который даёт аль-Мунзиру весьма уважительную характеристику: «Аламундар был умнейшим человеком, опытным в военных делах, глубоко верным персам и исключительно деятельным; в течение пятидесяти лет он заставлял ромейское государство становиться на колени».
Кавад собрал пятнадцатитысячное войско, не считая арабских воинов аль-Мунзира. Персидское войско возглавил неизвестный по имени хазарбад, однако общее командование походом, если верить Прокопию, было поручено аль-Мунзиру. Армия хазарбада и аль-Мунзира поднялась вверх по Евфрату до Каллиника, после чего главные силы аль-Мунзира двинулись к Антиохии и взяли приступом крепость Габбул. Узнав, однако, что из Халкиды против них выступили византийские войска под командованием Велисария, усиленные гассанидским войском аль-Хариса ибн Джабалы, аль-Мунзир и хазарбад оставили крепость и отступили по западному берегу Евфрата к Каллинику, встав лагерем напротив города. Тем временем Велизарий соединился с войсками магистра Гермогена. Решающая битва при Каллинике состоялась 19 апреля 531 года и, несмотря на то, что длилась весь день, фактически окончилась ничем: к ночи персы отошли в свой лагерь, а византийцы переправились в Каллиник. В этом сражении погиб сын аль-Мунзира ан-Нуман.
Вместе с битвой при Каллинике окончился ничем и весь поход аль-Мунзира и хазарбада в Сирию. Согласно Иоанну Малале, в июне 531 года император Юстиниан I по требованию аль-Мунзира III прислал к нему дьякона Сергия, которому аль-Мунзир вручил письмо с условиями заключения мира. После возвращения в Константинополь Сергий вновь был послан Юстинианом к аль-Мунзиру с византийскими дарами. Одновременно император направил посольство к Каваду I. После смерти Кавада в сентябре 531 года аль-Мунзир, судя по всему, поддержал в качестве его преемника Хосрова I, который в марте 533 года заключил с Византией «вечный мир».

### Война с Гассанидами и гибель
Давняя вражда между Лахмидами и Гассанидами основывалась, помимо прочего, на том, что владения первых входили в состав Сасанидской империи, владения вторых — в состав Византии. Соответственно, Лахмиды являлись подданными шаханшаха Ирана, Гассаниды — императора Византии. Шаханшах Хосров I, заключив с византийцами мир в 532 году, вскоре начал искать повод для возобновления военных действий. Согласко Прокопию Кесарийскому, в 535 году Хосров I поручил аль-Мунзиру III найти повод к войне с Византией. Выполняя поручение, аль-Мунзир обвинил гассанидского царя аль-Хариса ибн Джабалу в нарушении границ и военной агрессии. Кроме того, аль-Мунзир потребовал передачи ему дани с арабов, которые раньше находились под его властью, но затем ушли во владения Гассанидов в византийской Сирии. В ответ на это император Юстиниан прислал к аль-Мунзиру мирное посольство, после чего Хосров I обвинил Юстиниана в том, что его посол Сумм пытается подкупить аль-Мунзира и переманить его на сторону византийцев.
Согласно мусульманским авторам, вооружённый конфликт между аль-Мунзиром и Гассанидами начался в 536 году. Ат-Табари и ад-Динавари пишут, что гассанидские войска вторглись во владения аль-Мунзира, многих убили и захватили богатую добычу. Шаханшах Хосров потребовал от Юстиниана возместить аль-Мунзиру ущерб, но император отказался. Вероятно, череда взаимных набегов и переговоров продолжалась в течение четырёх лет, после чего весной 540 года Хосров вторгся в византийские пределы. Аль-Мунзир III не принял активного участия в последовавшей за этим войне, однако, когда в 546 году между Сасанидами и Византией был заключен мир, война между аль-Мунзиром и Гассанидами продолжилась. Согласно Прокопию, между 546 и 549 годами аль-Мунзир в одном из набегов на земли Гассанидов убил сына аль-Хариса. В ответ на это аль-Харис выступил в поход, разбил войско аль-Мунзира и чуть не захватил двух его сыновей.
Война между Лахмидами и Гассанидами продолжилась и после заключения мира между Хосровом и Юстинианом в 551 или 552 году. В июне 554 года аль-Мунзир III вторгся в византийские пределы и разграбил некоторые приграничные районы. Против него выступил аль-Харис во главе своего войска, в результате чего произошла битва у «источника удитов» возле Киннасрина (согласно Михаилу Сирийскому) либо у места Айн Убага (согласно Ибн аль-Асиру и др.), в ходе которой аль-Мунзир погиб после сорока девяти лет правления. Наследником аль-Мунзира стал его сын Амр III, который при жизни отца был наместником над подчинёнными арабскими племенами в Аравии.

## Семья
У аль-Мунзира III было несколько сыновей от разных женщин. Киндитская принцесса Хинд, дочь царя аль-Хариса ибн Амра, была матерью, как минимум, четырёх его сыновей: Амра (ставшего царём Амром III), Кабуса, Хассана и аль-Мунзира (будущего царя аль-Мунзира IV). От неизвестной по имени женщины из ар-Рабаб у аль-Мунзира III был сын аль-Асуад, а от киндитской принцессы Амамы бинт Саламы (племянницы Хинд) — сын Амр Младший. Согласно некоторым источникам, у аль-Мунзира III были ещё сыновья Имру-ль-Кайс и ан-Нуман, погибший в битве при Каллинике 19 апреля 531 года.